# Caso Julia Sofía
Se conoce como Caso Julia Sofía, a un caso de secuestro parental internacional, que comenzó en la República Argentina, para continuar luego en los Estados Unidos y finalmente en España, desatando una batalla judicial entre ambos padres de la menor protagonista de este caso, que llegó a tener participación de la Cancillería Argentina y la Embajada de Argentina en España. El caso aún sigue sin cerrarse ante la Justicia española.
El 13 de noviembre del año 2006 la madre de Julia Sofía viajó desde Córdoba (Argentina) a los Estados Unidos, con la intención aparente de realizar negocios en la ciudad de Nueva York, y llevando consigo a la menor que, por entonces, tenía dos años de edad. 
Sin embargo la mujer no regresó a Argentina, y después de unos meses en EE. UU., viajó con la niña a España, para establecerse en Sevilla con parte de su familia residente en esa localidad andaluza. El padre de la menor acudió desde un primer momento a la justicia de su país, como así también a la de Estados Unidos y la de España, con el objetivo de recuperar el contacto con su hija.

## Los protagonistas
Además del involuntario protagonismo de la menor Julia Sofía, los actores de este drama son una pareja de argentinos, llamados María Sol Romano Pringles y Máximo E. Calderón, que durante dos años compartieron su vida junto a la niña, en la ciudad de Villa Allende, a pocos kilómetros de la ciudad capital de la provincia de Córdoba.
Otro de los protagonistas de esta historia es un ciudadano norteamericano de nombre Travis Klose, con quien Romano Pringles habría mantenido un matrimonio de conveniencia en Nueva York, intentando obtener por ese medio la ciudadanía estadounidense a la vez que sostenía una relación sentimental con Calderón en Argentina, el cual desconocía la existencia de Klose. 
Para que el Estado norteamericano no descubriera el fraude que se había cometido oportunamente con el falso matrimonio, el padre habría aceptado que solamente la madre inscriba con su apellido a la menor, por lo cual momentáneamente no fue registrada con el apellido del verdadero progenitor, pero tampoco con el del marido legal de la mujer.  
Ese consentimiento provisional del padre de Julia Sofía, con el tiempo sería la clave que facilitaría el traslado de la menor de país en país, sin que el hombre pudiera impedirlo.

## Etapas del litigio
Julia Sofía nació en Nueva York el 22 de septiembre de 2004, y enseguida la familia se trasladó a vivir a Argentina, que era el país de origen de ambos progenitores. Durante dos años de convivencia, Calderón nunca pudo convencer a la madre de que se hicieran los trámites para corregir el apellido de la niña. 
El traslado no consentido de Julia Sofía fuera de Argentina, se produce en septiembre del año 2006, y a partir de ese momento el padre intentó múltiples caminos buscando revertir la situación, hasta que finalmente pudo entablar una demanda ante un Tribunal de Familia de la ciudad de Córdoba, la cual fue rechazada a causa de la ausencia de la demandada. Luego entabló una nueva Demanda ante la Justicia Nacional en la capital del país, pero este segundo intento tampoco dio resultado alguno.
Después de realizar contactos con los Tribunales de Familia de Nueva York (ciudad donde había nacido la niña) y ante la imposibilidad legal de realizar una acción judicial allí, el padre contrató una agencia de detectives en España, y ayudándose con un geolocalizador satelital, pudo ubicar a la niña y obtener los datos para entablar una demanda por paternidad en Sevilla, Andalucía (España).
Después de casi tres años de intentos fallidos, en diciembre de 2009 interpuso una demanda de filiación ante el Juzgado Civil n.º 14 de Sevilla, que llegó a buen puerto el 25 de octubre de 2010, con una sentencia judicial que declaraba a Calderón como padre legal de la niña.
Sin embargo y a pesar de existir una prueba de ADN irrefutable, la madre apeló esta primera sentencia ante la Audiencia Provincial de Sevilla, la cual también le resultó desfavorable, con una segunda sentencia emitida en el mes de julio de 2011.
En todo ese tiempo el padre de la niña no logró restablecer contacto con su hija (a excepción de una vez en enero de 2010), y continuó litigando. En el año 2013 queda firme la Sentencia española reconociendo la paternidad de Calderón sobre la niña, abriendo el campo a nuevas acciones tendientes a restablecer el contacto entre la menor y su padre.
Ante la recurrente obstrucción del contacto paterno filial por parte de la madre de Julia, el ahora padre legal plantea una nueva demanda judicial solicitando un régimen de contacto ordenado por la Justicia, para que la madre se vea en la obligación de cumplirlo, demanda que recae en el Juzgado de Primera Instancia n.º 23 de Sevilla.
En el mismo año la madre se traslada con su hija a los Estados Unidos de América, eludiendo así a la Justicia española que le había resultado desfavorable, y con una nueva Demanda iniciada en su contra.

## Corolario del caso
El 15 de octubre de 2014, se celebró en Sevilla el juicio oral por la demanda de medidas de contacto y revinculación entablada por el padre de Julia Sofía, y el Juzgado Civil interviniente dictaminó que a pesar de haber sido llevada a los Estados Unidos, la madre debía enviar a la niña a visitar a su padre dos veces al año en Argentina, y estaba obligada a favorecer contacto por videoconferencia dos veces a la semana.
Sobre finales de diciembre del mismo año, Julia Sofía y su padre volvieron a verse las caras en Argentina, y restablecieron el contacto luego de ocho años de haber sido separados por la madre. El vínculo afectivo no ha podido restablecerse. La actitud de la niña, después de tanto tiempo y las circunstancias vividas no es positiva hacia su padre. Calderón afirmó en una entrevista radial:  

Después de mucho tiempo sin contacto, la nena no me conoce. No tiene ganas de tener contacto conmigo. Todos mi embates judiciales la mamá los recibió con angustia y la nena vivió todo eso como una agresión de su papá.  .../... La nena no responde a un abrazo y para un padre emocionado eso es frío. Abrazar a mi flaca fue muy emocionante, aunque ella no reacciona lo que uno esperaría

## Acusaciones cruzadas
No solo la Justicia ha sido el ámbito de esta batalla internacional por una niña, sino también ambos padres usaron Internet y cuantos recursos tuvieron a mano, inclusive en la misma enciclopedia Wikipedia, en donde la madre atacó artículos alusivos redactados por el padre, afirmando que el hombre no tenía derecho alguno sobre la menor.
El padre de la niña creó un grupo en una red social y realizó un Blog personal llamado “Caso Julia Sofía – Crónica de un secuestro anunciado”, la madre realizó otro blog llamado “La verdad del Caso Julia Sofía”, en donde acusaba a Calderón de desinterés por su hija en común.
Otro de los argumentos esgrimidos por Romano Pringles contra Máximo Calderón es su pública pertenencia a la Masonería.
La madre de la niña llegó a expresar en su blog: 

Me pregunto por qué nunca le habló por teléfono a su hija ¿Por qué nunca la vino a ver ni le escribió una carta? Debería darle vergüenza su absoluto descaro como padre.

Sin embargo en otras notas que se hicieron públicas en la misma bitácora, la progenitora reconoció haber denunciado ante las autoridades españolas al padre de Julia Sofía por supuesta violencia de gènero, y que si alguna vez el hombre entraba a España, lo haría "a su propio riesgo".  Todo esto motivó que Calderón tenga vedado su ingreso a España por vía directa, debiendo ingresar cada vez a la Unión Europea a través de terceros países, so pena de ser detenido o deportado en las oficinas de migraciones españolas. 
Por otra parte el padre de la niña ha colgado vídeos en Internet saludándola para cada uno de sus cumpleaños, expresando que nunca ha podido saludarla personalmente, porque no pudo lograr establecer contacto con ella. Además de esto ha apelado a los medios radiales y televisivos de su país, buscando lograr el apoyo de la Sociedad en este caso.  Al momento de reencontrarse el padre y la niña por única vez en 2010, el hecho fue publicado por medios de difusión masónicos de países como España, México, Perú, Rumania y otros, bajo el título “Secuestro de la hija de un masón”. 
Por otra parte, al producirse el reencuentro en Argentina ordenado por la Justicia Española, luego de ocho años de separación forzada, varios medios de prensa difundieron este hecho, destacando que en ningún momento el padre de la niña habló mal de la progenitora.

### Connotaciones diplomáticas
En mayo del año 2009, Máximo Calderón presentó una denuncia penal ante la justicia argentina, ya que la niña aparentemente habría sufrido un abuso sexual por parte de un adulto, y –  según el denunciante – en el hecho habría estado presente la madre. Este suceso fue también denunciado ante la Secretaría de Derechos Humanos del Superior Gobierno de la Provincia de Córdoba, que inmediatamente trasladó la denuncia a la Cancillería Argentina y a la Embajada de Argentina en España, las cuales realizaron un formal pedido de investigación ante la Dirección General de Infancia y Familias, que depende de la Consejería para el Bienestar Social de la Junta de Andalucía.
El expediente de esta investigación, identificado por n.º 1103/09,  se encuentra a cargo de la Fiscalía de Protección de menores, de la delegación provincial de Sevilla. La investigación se encontraría aún abierta.